# Máxima Apaza
Máxima Apaza Millares (sinh ngày 1 tháng 10 năm 1960) là một nhà hoạt động và chính trị gia người bản địa Bolivia.
Từ những năm 1980, bà là một nhà hoạt động chống lại bạo lực giới. Năm 1994, bà là một ứng cử viên cho ủy viên hội đồng thành phố La Paz. Cô là lãnh đạo của Liên đoàn Phụ nữ Quốc gia. Máxima Apaza thành lập Liên đoàn Phụ nữ El Alto.
Bà đã được bầu làm thượng nghị sĩ, thay thế cho thượng nghị sĩ Jose Alberto Gonzales cho MAS (Phong trào lên chủ nghĩa xã hội).
Vào tháng 7 năm 2015, bà đã tham gia "Foro Nueva Independencia", được tổ chức tại thành phố Tucumán (Argentina) của Argentina : Trong bảng khẩu hiệu của bà nêu rõ "Với phụ nữ, bạn sẽ phải chiến đấu: giới tính, chính trị và các phong trào xã hội. Truyền thống đấu tranh, trí nhớ chính trị xã hội. Những thách thức mới cho phụ nữ "đã chia sẻ với các thành viên hội thảo Hebe de Bonafini (chủ tịch hiệp hội Mothers of the Plaza de Mayo), với Milagro Sala (nhà hoạt động từ Jujuy, lãnh đạo hiệp hội La Tupac Amaru), và với Piad Córdoba, được kiểm duyệt bởi nhà văn và nhà hoạt động Marta Dillon.
Máxima Apaza nhấn mạnh đặc điểm phi thực tế và quan điểm về giới trong các chính sách do Chính phủ thực hiện do Evo Morales lãnh đạo. Nhưng, đồng thời, bà nhận ra sự cần thiết của đoàn kết tập thể và từ các căn cứ để kết thúc việc chống lại chế độ phụ hệ: thời kỳ lịch sử chúng ta đang sống ".
Bà thu thập được sự gia nhập quốc tế cho lối ra biển của Bôlivia: Đột nhiên, anh em từ các quốc gia khác nhau thể hiện: «Mar cho Bôlivia! ». Và những người Bolivia ở đâu, trong đất nước mà chúng ta đến thăm rất nhiều, tổng thống [Evo Morales] có một phản ứng tự phát và tất cả họ đều nói: "Mar cho Bolivia!" . Thế giới biết rằng Bolivia sống trong một vùng kín gây hại cho nó, chúng ta không được tiếp cận với biển và điều đó làm tổn hại nền kinh tế của chúng ta, gây tổn hại cho nền kinh tế của khu vực. Các quốc gia nhận ra một cách hoàn hảo và đó là lý do tại sao chúng tôi nhận được vô số hỗ trợ từ các quốc gia khác nhau. Nơi tổng thống đến, nơi một người Bolivia sẽ đến, sẽ luôn có một sự hỗ trợ nói rằng "biển cho Bôlivia". Vì vậy, chúng tôi không đến được tất cả các quốc gia, chúng tôi biết rằng họ đang hỗ trợ chúng tôi.